# サラーフッディーン県
サラーフッディーン県（サラーフッディーンけん、アラビア語: محافظة صلاح الدين Muḥāfaẓat Ṣalāḥ ad-Dīn）は、イラクの県。県都はティクリート。人口は約140万人。

## 名称
その名は中世のクルド人の英雄サラーフッディーン（サラディンとも）にちなんでいる。

## 地理
隣接する県は7つで、北にアルビール県、北北東にタミーム県、北東にスレイマニヤ県、南東にディヤーラー県、南にバグダード県、西にアンバール県、北西にニーナワー県がある。
首都ティクリートはチグリス川沿岸にある。

## 主要都市
- ティクリート
- ドゥジャイル（ドジャイル）
- サーマッラー（サマラ）
- ダウル
- カラト・シャルカト（英語版）(アッシュール)